# Ernst Ludwig Schellenberg
Ernst Ludwig Schellenberg (* 16. Juni 1883 in Weimar; † 7. November 1964 in Weimar) war ein deutscher Schriftsteller. Er gehörte ab 1939 dem nationalsozialistisch geprägten Bamberger Dichterkreis an.

## Leben
Schellenberg wurde als Sohn des Hofrats und Direktor des Sophienstiftes, Ernst Viktor Schellenberg, in Weimar geboren. Sein Vater verfasste unter dem Pseudonym Ernst Veit das Thüringer-Lied. Ernst Ludwig erhielt ein Erziehungsgeld des Großherzogs von Weimar, das es ihm ermöglichte, Germanistik und Philosophie in Jena, Leipzig und München zu studieren, schloss sein Studium jedoch nicht ab. Er nahm als Schauspieler Engagements an den Bühnen zu Meiningen und Eisenach an, gab diesen Beruf aber auf. Er ließ sich dann in Weimar und für kurze Zeit in Bad Frankenhausen als Privatgelehrter und freier Schriftsteller nieder.
Sein schriftstellerisches Werk umfasst zahlreiche Gedichtbände, Prosa (darunter Novellen und den Roman Irene), kultur- und heimatkundliche Arbeiten, auch Übersetzungen aus dem Dänischen und Französischen, sowie literatur- und kunstgeschichtliche Studien, insbesondere zur deutschen Mystik und Romantik.
Eine Breitenwirkung seiner Lyrik und Prosa blieb ihm versagt, wie ihn auch die zeitgenössischen Dichterlexika übergehen. Allerdings wurden zahlreiche seiner Gedichte von zeitgenössischen Komponisten vertont, so von Hugo Kaun, Max Reger, Richard Wetz, der mit Schellenberg zeitweise eng befreundet war (Drei Gedichte von Ernst Ludwig Schellenberg für Gesang und Klavier op. 30), Franz Schreker und Joseph Haas (Sinfonische Suite Tag und Nacht für hohe Singstimme und Orchester op. 58). 
Größeren Erfolg erzielte er auch mit seinen Heimatbüchern Thüringen (1923) und Besinnliches Weimar (1942 mit Neuauflage 1977) sowie mit seinen literatur- und kunstgeschichtlichen Arbeiten, besonders mit Deutsche Mystik (1921) und Das Buch der deutschen Romantik (1924). Die beiden Letztgenannten erhielten in den Kriegsjahren noch Neuauflagen. Die in seinen Werken unscharfe metaphysische Terminologie führte Schellenberg in das Umfeld der vom Nationalsozialismus bevorzugten Literatur, ohne dass er auf der orthodoxen Basis der nationalsozialistischen Weltanschauung stand; dies zeigt auch eine programmatische Schrift von Heinz Kindermann.
Weiterhin veröffentlichte er 1925 die Briefe des aus Weimar stammenden romantischen Malers Franz Horny (1798–1824) sowie Beiträge zu unbekannteren Lyrikern der deutschen Romantik.
Nach Kriegsende wurde Schellenbergs Schrift Der Fremdkörper im Christentum (1936) in der Sowjetischen Besatzungszone und das von ihm zusammengestellte Deutsche Weckrufe Paul de Lagardes (1934) in der Deutschen Demokratischen Republik auf die Liste der auszusondernden Literatur gesetzt.

## Werke
- Die Lyrik des heutigen Frankreich, 1912
- Novellen aus Italien von Stendhal, 1913
- Die deutsche Mystik, 1920
- Irene, Roman, 1922
- Thüringen, Heimatbuch, 1923
- Das Buch der deutschen Romantik, 1924
- Der Maler Franz Horny, 1925
- Vergessene Romantik, 1941
- Besinnliches Weimar, 1942

## Nachlass
Sein Nachlass befindet sich heute im Hochschularchiv/Thüringischen Landesmusikarchiv Weimar.